# Natalia Ponce de León
Natalia Ponce de León Gutiérrez de Piñeres (Bogotá, Colombia, 8 de agosto de 1980) es una mujer colombiana sobreviviente de un acto de violencia con ácido quemada en 2014 en un atentado contra su vida que le dejó la cara desfigurada. Ponce estudió Medios Audiovisuales en el Politécnico Grancolombiano en Bogotá.
El 27 de marzo del 2014, Jonathan Vega se presentó en el edificio en el que ella vivía al norte de Bogotá y le arrojó un litro de ácido sulfúrico que le quemó la cara, los brazos, una pierna y medio abdomen. Tras sobrevivir a la agresión y tras 16 operaciones, Ponce de León ha protagonizado varias campañas para llamar la atención sobre los ataques con ácido que sufren muchas personas cada año en Colombia. Desde la denuncia y a partir de su juicio, también se ha conseguido que las penas por estos ataques sean de hasta "30 años si se causa deformidad o daño permanente, o hasta los 50 si el ataque es contra mujeres o un menor de edad". Desde 2016, forma parte de la iniciativa "No más máscaras" en la que se pide a las víctimas de ataques con ácido que compartan una foto de su cara desfigurada para concienciar a la sociedad colombiana.
El impacto del caso de Ponce de León ha significado mayores iniciativas por la defensa de los derechos humanos en Colombia, a pesar de que la violencia de ataques con ácido en el país sudamericano se mantiene aún como una de las vertientes de violencia más comunes en el panorama colombiano.
En 2015, se creó la fundación que lleva su nombre para asesorar sobre sus derechos y asistir a las víctimas de ataques de ácido.
En 2017 es una de las 6 personas en Colombia más poderosas en términos de transformación social positiva, según la publicación internacional Latin American Post.
En 2016 el congreso promulgo la Ley 1773, que penaliza este tipo de ataques en contra de las personas

## El ataque
El 27 de marzo de 2014, Natalia Ponce se encontraba de visita en el apartamento de su madre, en el edificio Palos Verdes, al norte de Bogotá; una llamada de la recepción del edificio le avisó a Natalia de que un exnovio la buscaba en portería. Supuestamente, su exnovio Bernardo Londoño era quien la esperaba en la portería. Ponce de León bajó hasta la entrada del edificio y se encontró con un hombre de espaldas que vestía una capucha. Extrañada por no ver a Bernardo, Natalia le preguntó al individuo quién era; casi inmediatamente el extraño se dio vuelta y le lanzó a la joven un líquido en el rostro y a continuación el sujeto se alejó del lugar, apurado y corriendo de la escena. Desde ese momento, según la propia Natalia, empezaron a caer pedazos de piel al piso, al igual que su ropa; en medio del desespero, Natalia corrió al piso de su madre en busca de un baño para darse un ducha, a mitad de camino iba perdiendo la vista y el dolor iba creciendo cada vez más.
Luego del ataque, Ponce de León tuvo que ser atendida en una clínica por motivos urgentes, pues la ducha no había hecho más que empeorar el estado de su piel, Natalia no era consciente de la sustancia química que tenía en su cuerpo, y el contacto con el agua había empeorado el efecto de la misma. Fue atendida en la clínica Reina Sofía de Bogotá, en la que fue inducida a una ducha de agua fría durante unos 45 minutos. Para el momento en el que fue atacada, en Colombia muy poco se sabía sobre el tratamiento de heridas causadas por ácido, algo que Natalia pudo notificar al llegar a la clínica. La mujer malherida tuvo que esperar 4 horas, hasta ser trasladada al Hospital Simón Bolívar y debido a esta espera, parte de su piel se contaminó con el ácido, haciendo más difícil la recuperación y haciendo más necesario que tuviera que someterse a cirugías; mientras tanto, la noticia se esparcía por los medios de comunicación colombianos, hecho que causó controversia y consternación en gran parte de la sociedad colombiana, al igual que el juicio que se llevó a cabo en contra del agresor, que contó con una multitudinaria cobertura periodística y gran presión social en contra del acusado, Jonathan Vega.

### Recuperación
Luego del ataque, Natalia Ponce de León empezaba una larga travesía en distintas salas de hospital. Fueron necesarias 37 intervenciones quirúrgicas para recuperar la piel dañada de su cuerpo, sobre todo en su rostro, parte que se llevó lo peor de la agresión. Ponce de León fue dada de alta el 30 de mayo de 2014 tras recibir nueve cirugías; casi de forma simultánea el caso contra Jonathan Vega avanzaba a causa de que la Fiscalía recolectó las pruebas de su ataque y de que el propio Vega fue capturado por la policía.

## Premios y reconocimientos
- En 2016, Ponce de León recibió el premio "Outlook Inspirations" otorgado por el programa de radio Outlook de la BBC, como figura "inspiradora y de gran coraje".[8]
- Como forma de reconocimiento internacional, Ponce de León formó parte de la lista de 100 mujeres del año 2016 elaborada por la BBC.[19]

- El 29 de marzo de 2017 Natalia Ponce de León fue unas de las doce mujeres escogidas por luchar a favor los derechos, para serle entregado el premio "Mujeres con Coraje" premio que le fue entregado por la primera dama de Los Estados Unidos de América la señora Melania Trump.[20][21][22]